# Espace musées

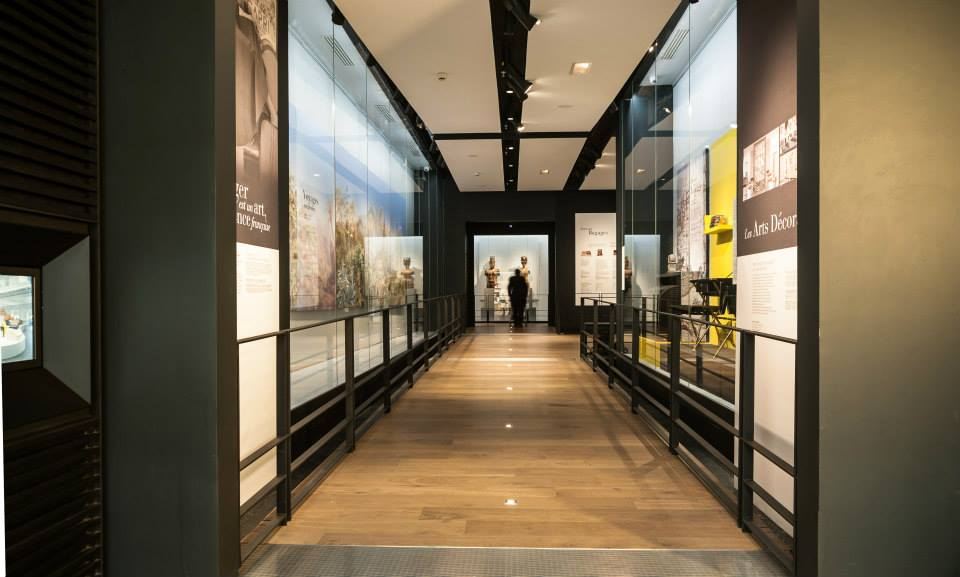
Intérieur de l'Espace Musée

Espace Musée est un lieu d'exposition situé en zone sous-douane à l'aéroport de Paris-Charles-de-Gaulle.

## Concept
Espace Musée expose gratuitement des œuvres d’art de musées parisiens. Son objectif est de promouvoir la culture artistique française auprès des voyageurs de l'aéroport de Paris-Charles-de-Gaulle.

## Histoire
Espace Musée a été mis en service le 15 décembre 2012 mais a officiellement été inauguré le 15 janvier 2013. Sa première exposition était Rodin, les Ailes de la Gloire. Les expositions d’Espace Musée sont temporaires et changent tous les six mois.

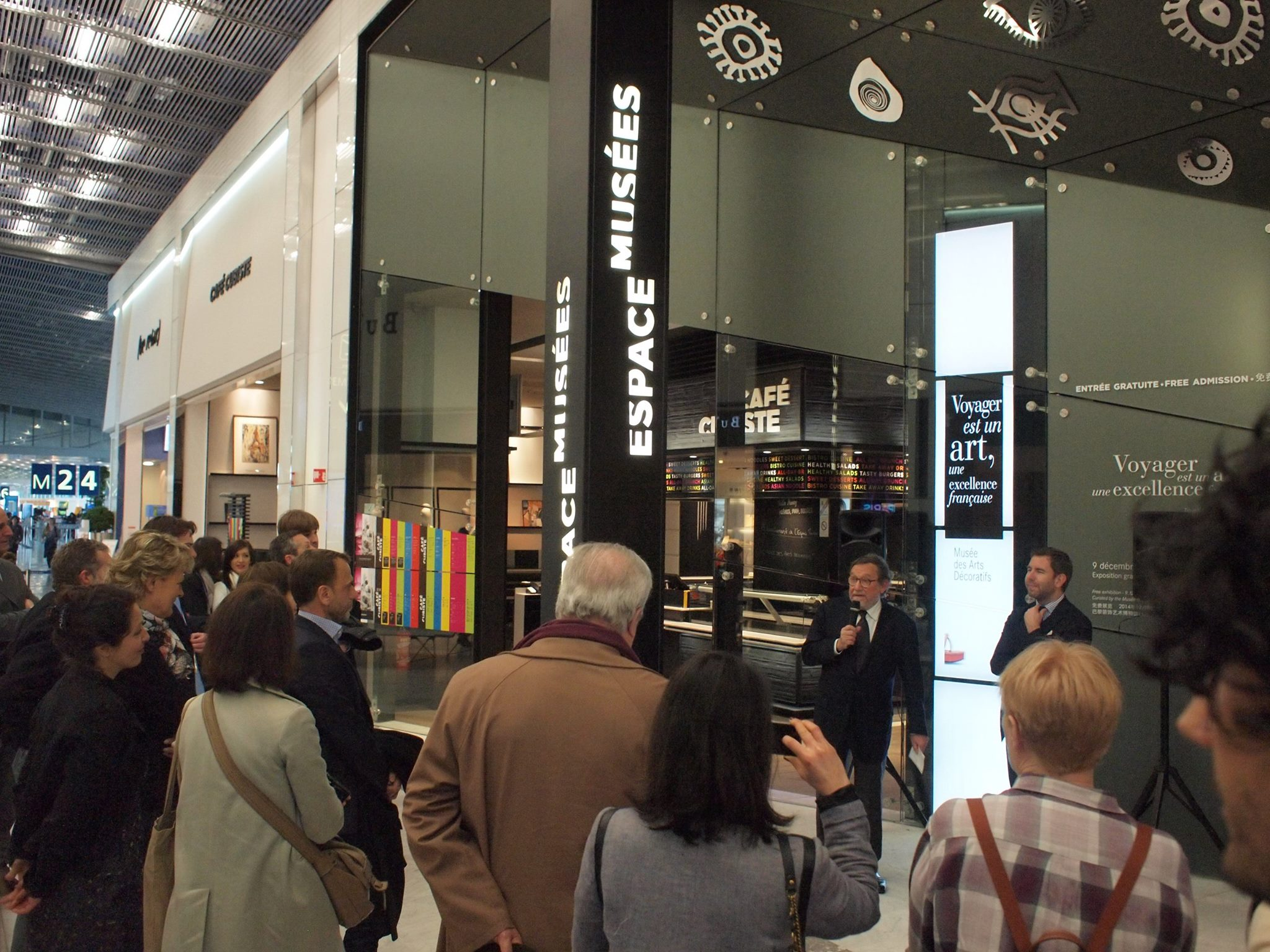
Inauguration de l'Espace Musée à Roissy-Charles-de-Gaulle

Le lieu a été imaginé par Francis Briest, commissaire-priseur et co-président de la société Artcurial. Il a été conçu par l’architecte Nelson Wilmotte qui l’a imaginé comme «un ponton d'embarquement» de bois, de verre et d’acier. Il s'étend sur une surface de 250 m².
C’est Serge Lemoine, ex-président du musée d'Orsay qui a la charge de sélectionner les œuvres qui y sont exposées.
Aux Pays-Bas, l'aéroport d'Amsterdam-Schiphol comporte lui aussi un espace culturel mais qui n’expose que les œuvres du Rijksmuseum. Aux États-Unis, certains aéroports possèdent aussi des espaces consacrés à la culture mais qui sont uniquement consacrés à l’aéronautique. Espace Musée est donc le premier musée pluriculturel au monde à exposer les œuvres de plusieurs musées différents.

## Accès
Espace Musée est situé dans le hall M du satellite 4 du terminal 2E de l'aéroport de Paris-Charles-de-Gaulle. Seul le personnel de l’aéroport et les personnes possédant une carte d’embarquement peuvent y accéder.